# Wat Mahathat Ayutthaya

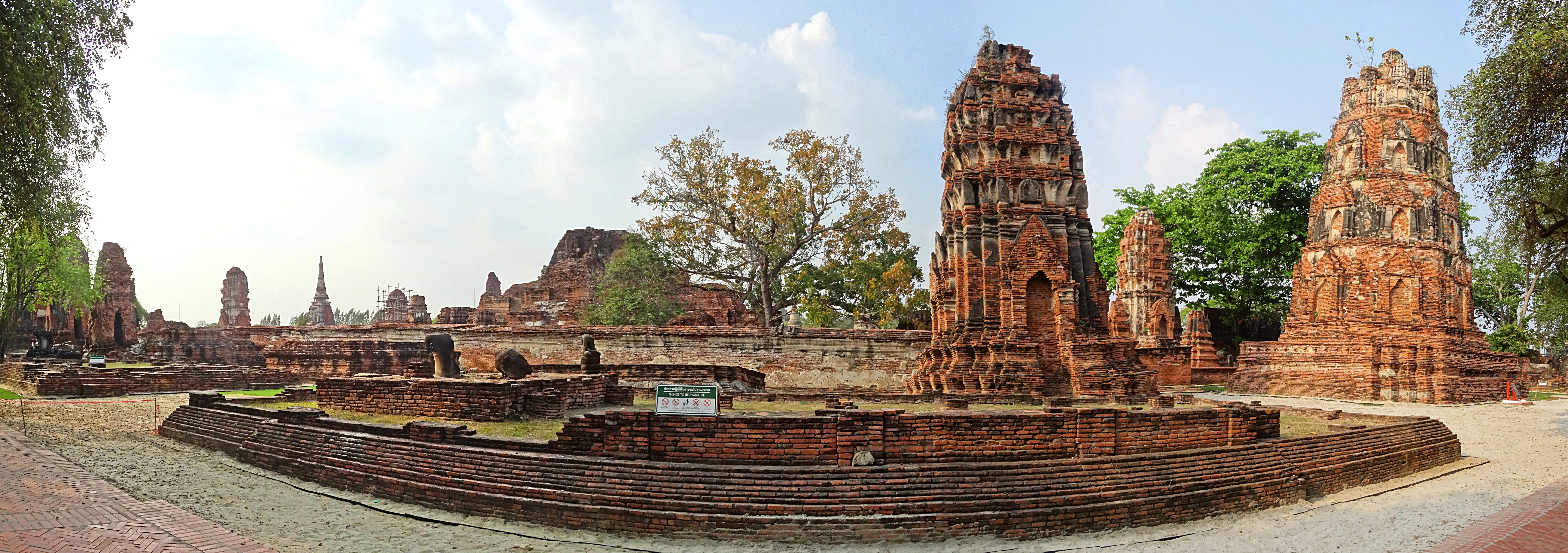
Tempel-Ruinen Wat Mahathat, Ayutthaya

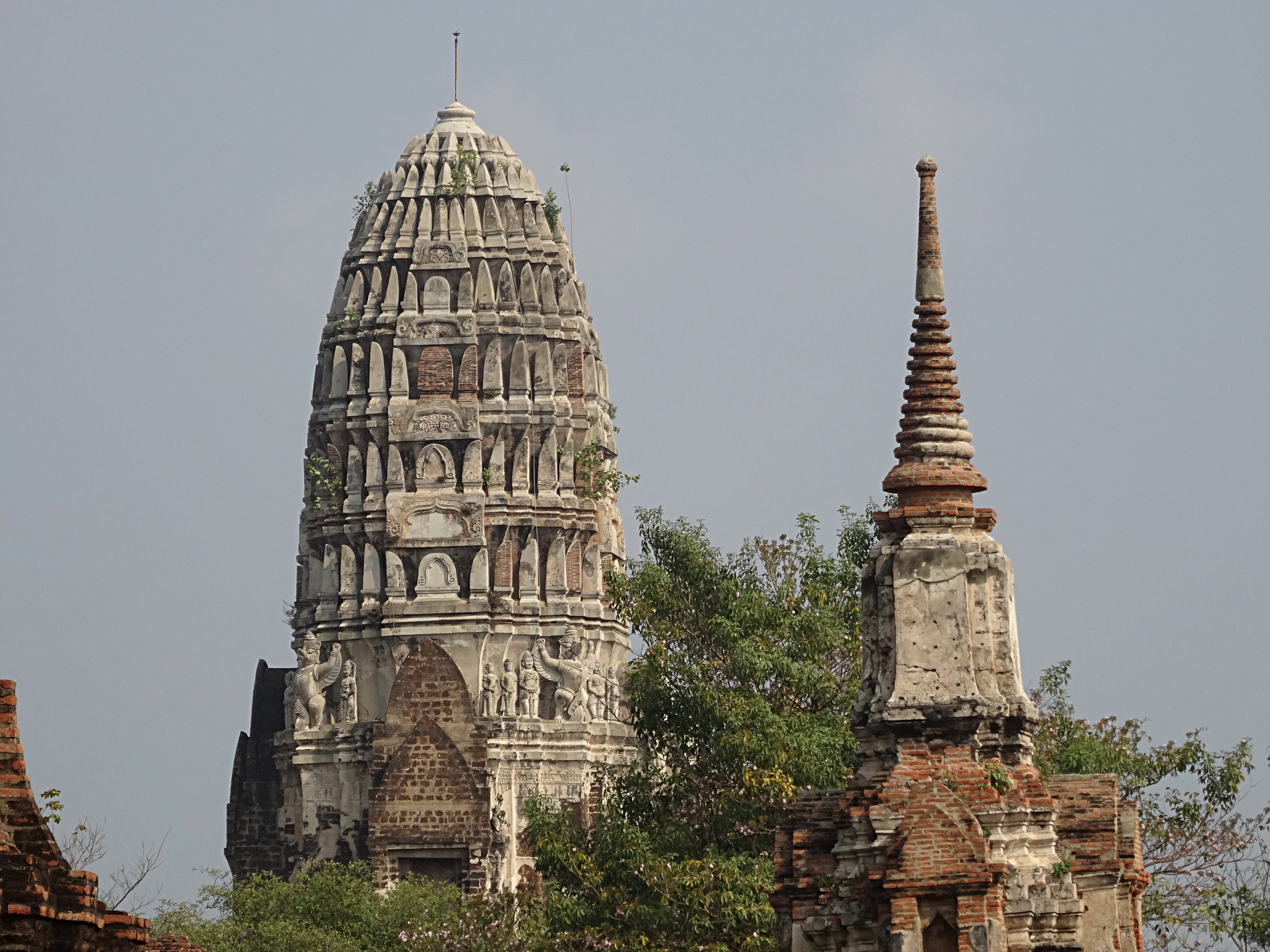
Prang und Chedi im Wat Mahathat Ayutthaya

Der Wat Mahathat Ayutthaya (Thai วัดมหาธาตุ พระนครศรีอยุธยา, Tempel der großen und heiligen Reliquie) ist eine buddhistische Tempelanlage in Ayutthaya, Zentralthailand.

## Lage
Der Wat Mahathat Ayutthaya liegt im Stadtzentrum des alten Ayutthaya an der Chi Kun-Straße und der Naresuan-Straße in der nordöstlichen Ecke des Phra-Ram-Parks.

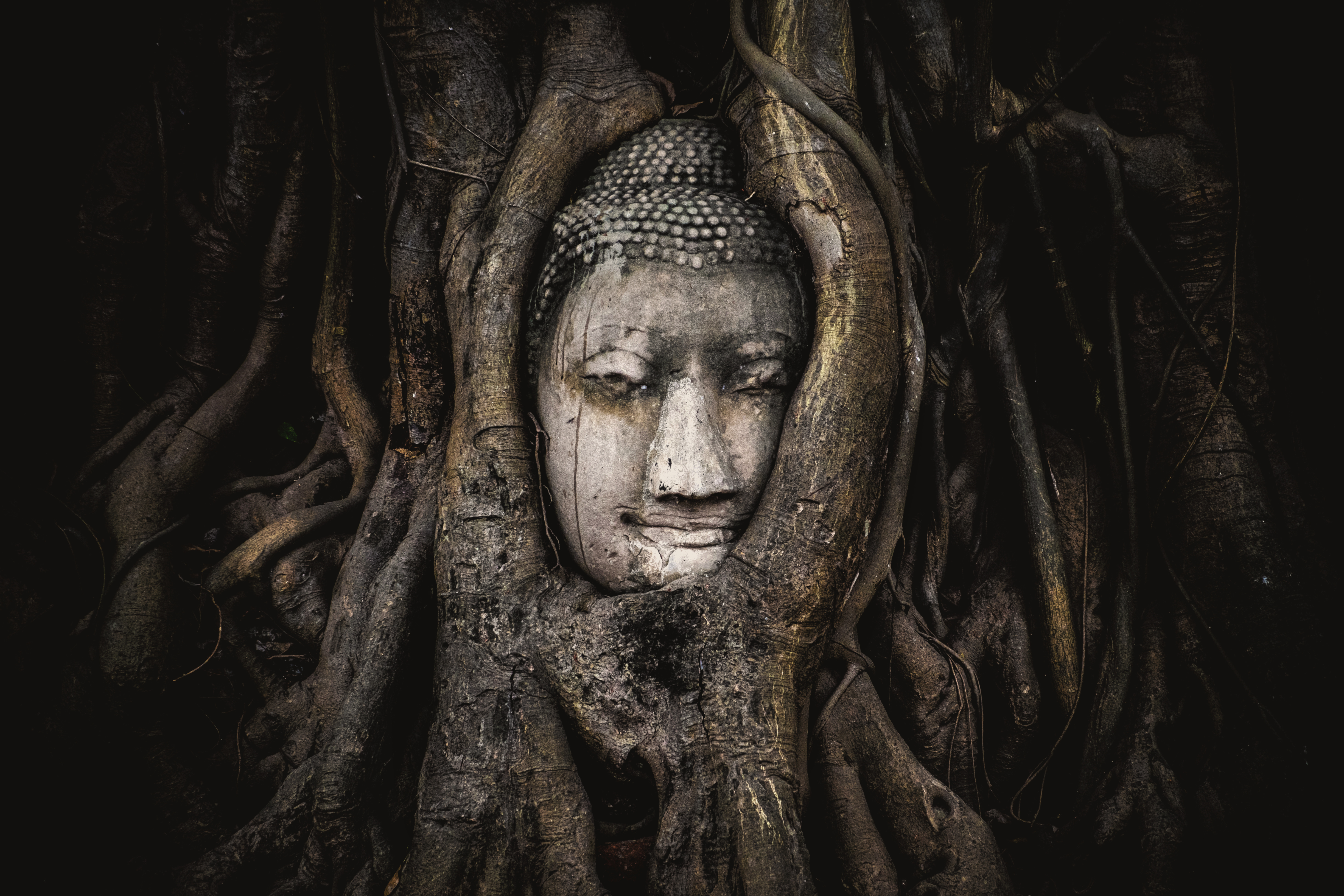
Das wohl am meisten fotografierte Objekt im Geschichtspark Ayutthaya

## Baugeschichte
Gemäß der offiziellen thailändischen Geschichtsschreibung, die sich auf die Untersuchungen der Königlichen Chroniken von Ayutthaya durch Prinz Damrong Rajanubhab stützt, beginnt die Geschichte des Wat Mahathat um 1374, als König Borommaracha I. an dieser Stelle einen Tempel errichten ließ, der jedoch zunächst einen anderen Namen trug:
„Im Jahr des Tigers 736 C.S. errichteten Somdet Phra Borommarachathirat und Phra Mahathera Thammakanlayan den großen, glorreichen, heiligen, mit Juwelen besetzten Reliquienschrein (Phra Si Rattana Mahathat) östlich des Palastes (des königlichen Giebels des Löwen). Er erhob sich 19 Wah in die Höhe und war mit einer neun-gliedrigen Spitze versehen, die weitere 3 Wah hoch war.“
Sein Neffe und Nachfolger Ramesuan (1369–1370, 1388–1395) erweiterte 1384 den Bau zu einem großen Tempel, als er sich hier zwischen seinen Thronämtern als Mönch aufhielt. In dieser Zeit erhielt der Tempel auch seinen heutigen Namen.
Jeremias Van Vliet, holländischer Kaufmann der VOC und Chronist schrieb jedoch die Gründung des Tempels König Ramathibodi I. zu. Der gleiche Autor schreibt 1636, dass neben Wat Mahathat die Tempel Wat Phra Sri Sanphet, Wat Doen und Wat Chao Phraya Thai zu den vier Haupt-Tempeln des ganzen Landes gehörten. Der Oberste Patriarch der thailändischen Buddhisten residierte zu jener Zeit im Wat Mahathat. Zusätzlich sei der Tempel sagenhaft reich gewesen, „die Leute sagen, mit den Reichtümern unter den Buddha-Statuen des Wat Mahathat und Wat Si Sanphet könne ein ruiniertes Königreich restauriert werden“. Auch Jaques de Coutre zählte bei seinem Besuch 1596 den Tempel zu den „drei wichtigsten Pagoden“ der Stadt.

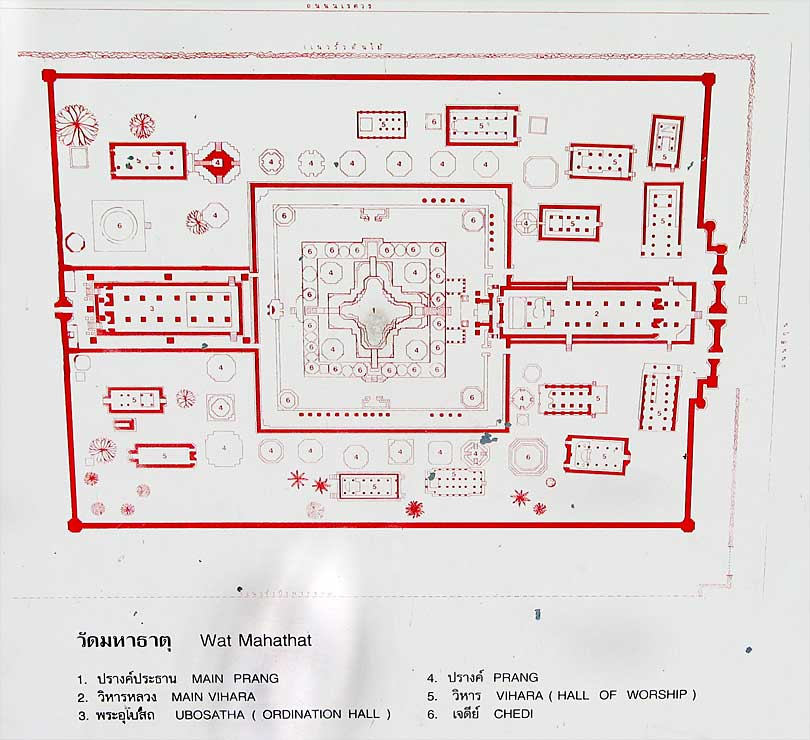
Grundriss der Ruinen, Wat Mahathat

Im Jahre 1631 zur Regierungszeit von König Prasat Thong stürzte der Goldene Turm im Wat Mahathat „ohne Sturm, Donner oder Blitz“ plötzlich in sich zusammen. Der König ließ ihn direkt wieder aufbauen, jedoch stürzte kurz vor der Fertigstellung während eines Gewitters das Baugerüst („wunderschön und dauerhaft aus Bambusstangen“) ein. Erst zwei Jahre später konnten die Reparaturarbeiten abgeschlossen werden. Der neue Prang war 1 Sen und 5 Wah (etwa 50 Meter) hoch mit einer metallene Spitze von sechs Meter Höhe. Bereits 1637 wurde der Tempel aus Anlass des Millenniums (C.S. 1000) restauriert und erweitert.
Er bestand zu jener Zeit aus einem Prang, der von einer gedeckten, nach innen offenen Galerie (Phra Rabieng) umgeben war. Im Osten ragte die Rückwand eines Viharn in die Galerie hinein. Eine Gruppe von fünf Chedis standen nördlich, zwei weitere südlich des Viharn.
Der Tempel wurde um das Jahr 1650 von einem holländischen Künstler im Zentrum seines Gemäldes der Hauptstadt Ayutthaya (Iudea, heute im Rijksmuseum Amsterdam) gemalt.
In der Zeit nach 1750 müssen weitere Bauwerke angefügt worden sein, da sie von einer singhalesischen Delegation, die den Tempel 1750 besuchte und einen ausführlichen Bericht hinterließen, nicht erwähnt wurden:
- die acht Prangs mit vergoldeter Spitze außerhalb der Galerie,
- die niedrige Plattform mit 10 Chedis auf jeder Seite um den zentralen Prang,
- die Prangs in jeder der vier Ecken auf der oberen Plattform,
- die Erweiterung des zentralen Prang um vier „Arme“, auf denen sich jeweils wiederum ein kleinerer Prang befand.

## Sehenswürdigkeiten

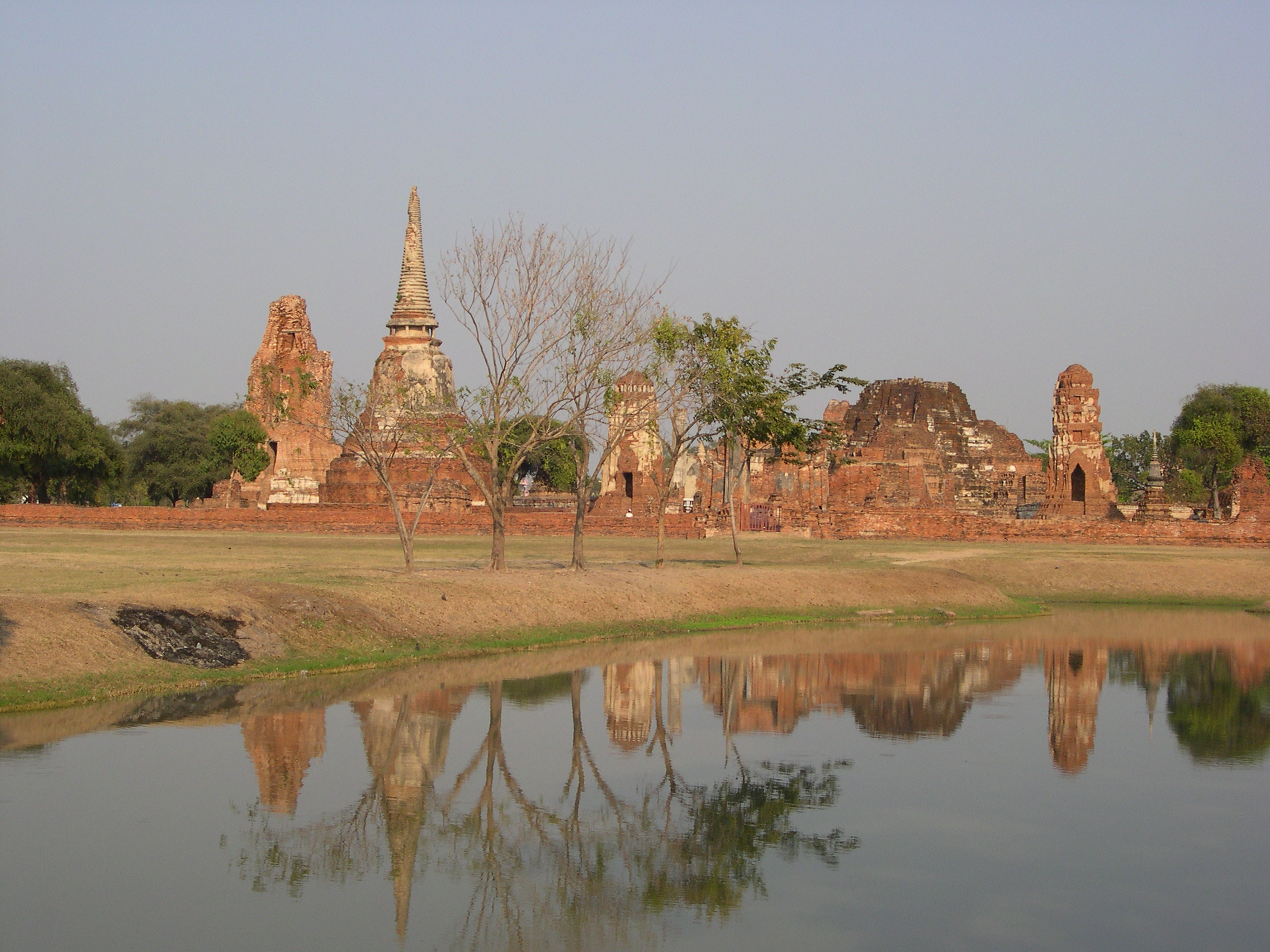
Chedi im Sri-Lanka-Stil und Ruinen des großen Prang, Wat Mahathat

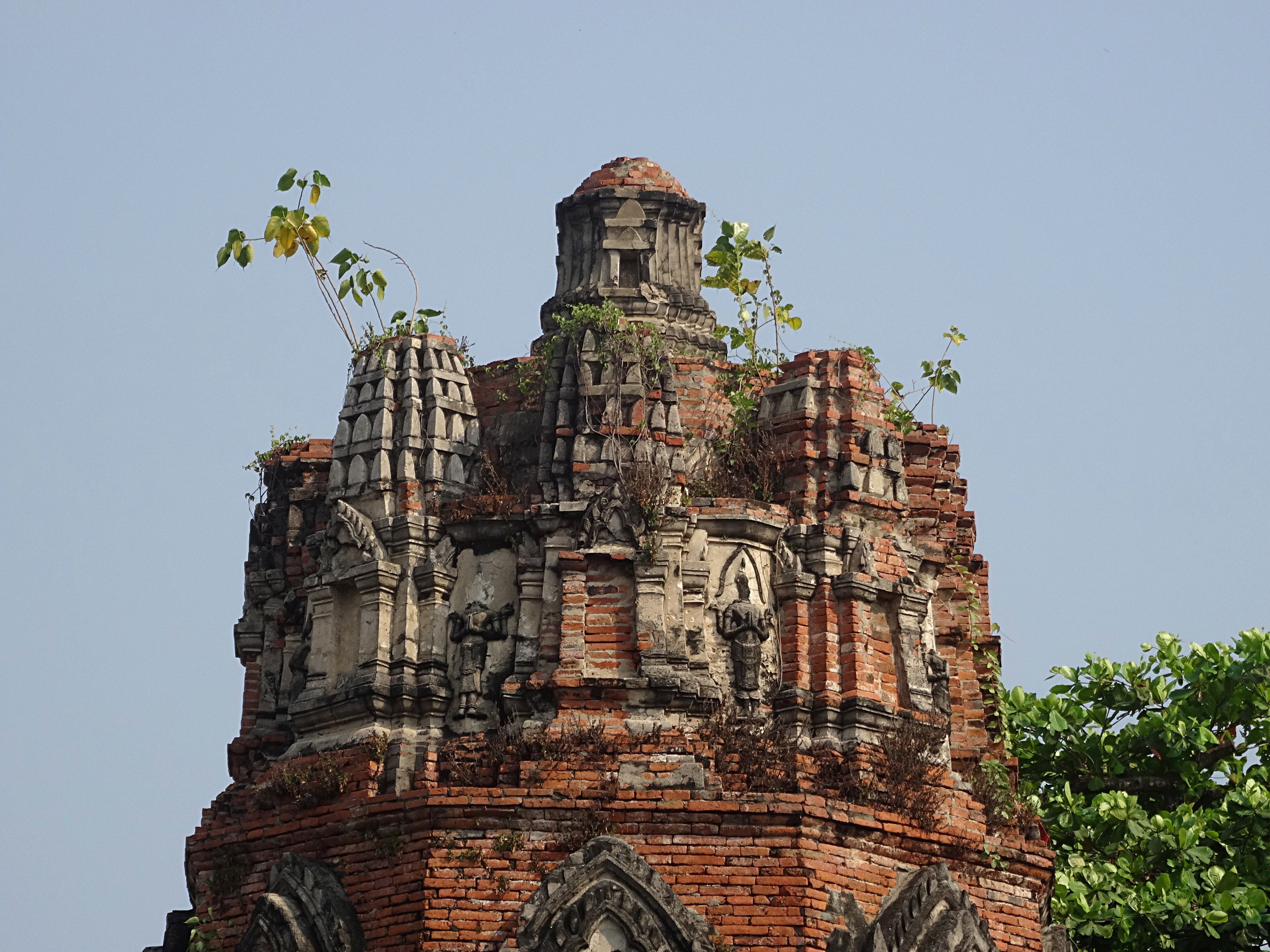
Spitze eines Prang

Das wichtigste Bauwerk des Wat Mahathat war ursprünglich der hohe, zentrale Prang im Khmer-Stil. Der Tempel widerstand größtenteils der Brandstiftung durch die birmanischen Eroberer, die 1767 Ayutthaya eingenommen und praktisch vollständig verwüstet hatten. Die Ruinen, die heute zu sehen sind, stammen wahrscheinlich aus dem späten 17. bis späten 18. Jahrhundert.
Der Prang befand sich noch lange in gutem Zustand, stürzte jedoch 1911 während der Regierungszeit von König Vajiravudh (Rama VI., reg. 1910–1925) erneut ein und wurde nicht wieder aufgebaut.
Bei den umfangreichen Rekonstruierungsarbeiten, die 1956 von der thailändischen Regierung in Ayutthaya durchgeführt wurden, kam beim Prang eine vergrabene Schatzkiste zum Vorschein, die eine Buddha-Reliquie in einer goldenen Urne, mehrere goldenen Buddha-Statuen in verschiedener Größe sowie andere mit Gold und Edelsteinen besetzte Gegenstände enthielt. Diese Objekte sind jetzt im Chao-Sam-Phraya-Nationalmuseum Ayutthaya ausgestellt.